# スティール・シティ・ダービー
スティール・シティ・ダービー（Steel City derby）とは、イングランドのサウス・ヨークシャー州シェフィールド市を本拠地とする2つのフットボールクラブ（シェフィールド・ユナイテッドFCとシェフィールド・ウェンズデイFC）によって戦われるダービーマッチである。名称はシェフィールドが製鋼業で栄えたことに因んでおり、「シェフィールド・ダービー」とも呼ばれる。

## 概要
伝統といった点では他の地区に引けを取らない対戦であるが、プレミアリーグにおける対戦は1993‐94シーズンを最後に途絶えており、英国内や世界的な関心度は低い。しかし、2008年3月の対戦では約31000人の観衆が集まるなど、シェフィールドでの熱狂度は非常に高い。
また両クラブとも成績の乱高下が激しく、互いが違うディヴィジョンのリーグに属しているシーズンも多い。そのためダービーがリーグ戦に組み込まれないシーズンもあり、これが実現した際の熱狂度をさらに高める要因となっている。
ほとんどの試合が、ユナイテッドの本拠地ブラモール・レーンか、ウェンズデイの本拠地ヒルズボロ・スタジアムで行われているが、1993年4月3日に、ウェンブリー・スタジアムでのFAカップ準決勝という大舞台で実現したことがある（2対1でウェンズデイの勝利）。

## ホームスタジアム
| チーム名                       | スタジアム名 （命名権名称） | 収容人員 | 画像 | 備考 |
| ------------------------------ | --------------------------- | -------- | ---- | ---- |
| シェフィールド・ユナイテッドFC | ブラモール・レーン          | 30,936人 |      |      |
| シェフィールド・ウェンズデイFC | ヒルズボロ・スタジアム      | 39,814人 |      |      |